# Nieuwe Hemweg
De Hemweg in het Westelijk Havengebied van Amsterdam kreeg zijn naam in 1938 en werd vernoemd naar de voormalige landtong de Hem in het vroegere IJ, ten zuiden van Zaandam. Het woord is hetzelfde als 'ham', dat alleen nog bekend is als ‘inham’.
Van de oorspronkelijke Hemweg bestaat nog een stuk; aanvankelijk begon deze weg bij de Spaarndammerbuurt. Door de aanleg van de Coenhaven en Mercuriushaven is de weg in 1947 doorgegraven. Gedeelten heten thans Archangelweg en Coenhavenweg.
De Nieuwe Hemweg is aangelegd ter vervanging van de Hemweg en kreeg zijn naam in 1949. Deze weg loopt van de Spaarndammerdijk in noordwestelijke richting en verbindt de Spaarndammerbuurt met het Noordzeekanaal, waar de Hempont de verbinding vormt met Zaandam.
Hier lag tot 1983 de Hembrug, die is vernoemd naar het schiereilandje de Hem.
De Centrale Hemweg ligt ook aan de Hemweg en is hiernaar vernoemd.
Langs de Nieuwe Hemweg ligt het raccordement Amsterdam Westhaven van de Nederlandse Spoorwegen. Langs de weg staan voorts een reeks windturbines.
In 2017 werd het beeld Kussend paar van Saske van der Eerden onthuld aan de oever van het Noordzeekanaal aan het einde van de Nieuwe Hemweg. Het kreeg elders aan de weg in 2020 gezelschap van de Berm bunnies van dezelfde kunstenaar.
De Nieuwe Hemweg kent de volgende bouwkundige kunstwerken:
- verkeersbrug brug 361 en spoorbrug brug 388 over het Tweede Koelwaterkanaal
- de verkeersbruggen brug 1919 en brug 1920 ter hoogte van de kruising Kabelweg
- de Contactwegbrug (brug 188P), een brug in Rijksweg 10 over de Nieuwe Hemweg
- verkeersbrug brug 244 en spoorbrug brug 275 over het Eerste Koelwaterkanaal
- brugje P035, een brugje richting de Centrale Hemweg
- verkeersbrug brug 330 en spoorbrug brug 390
- Onderdoorgang Contactweg, spoorwegtunnel

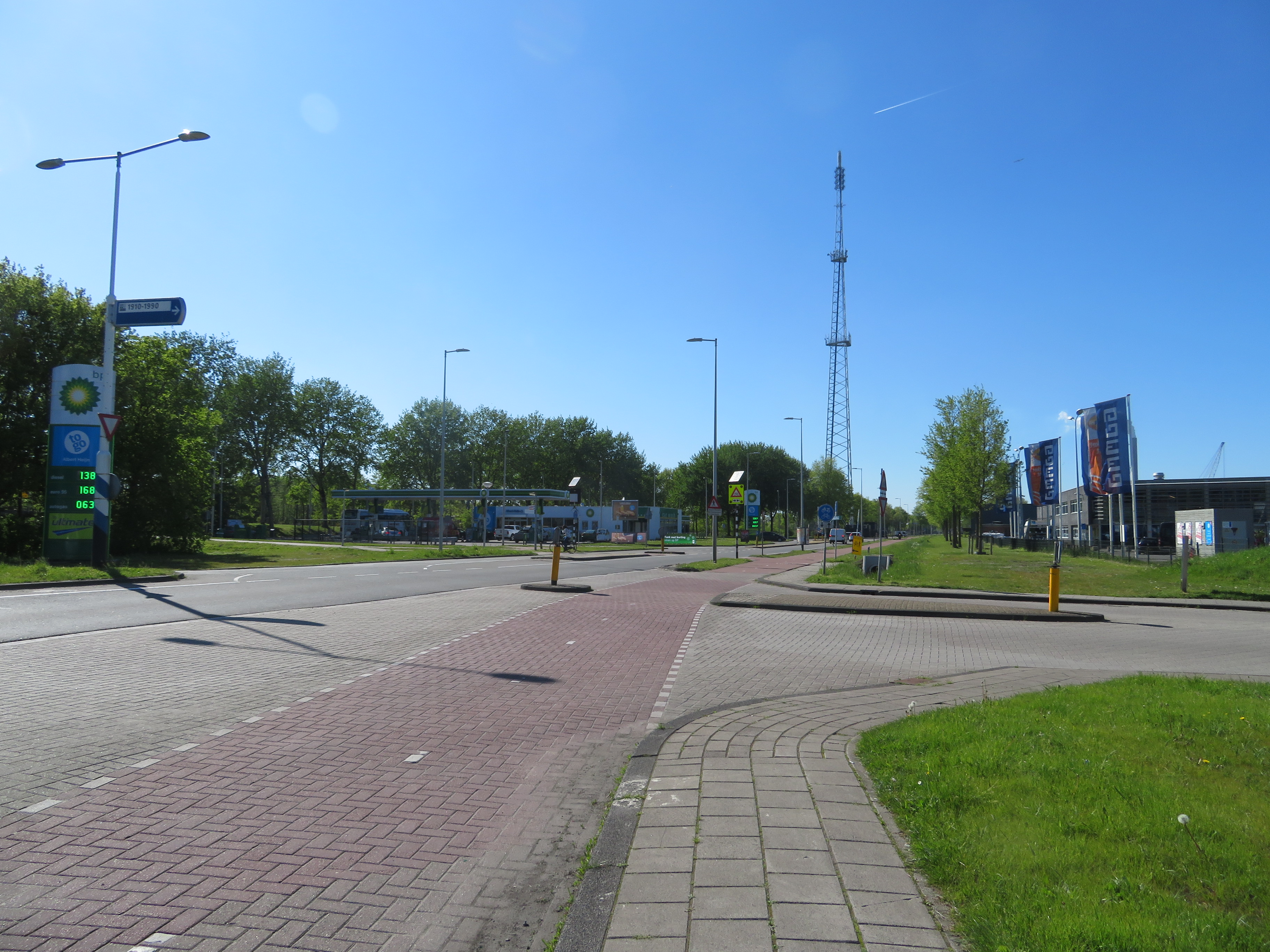
Nieuwe Hemweg
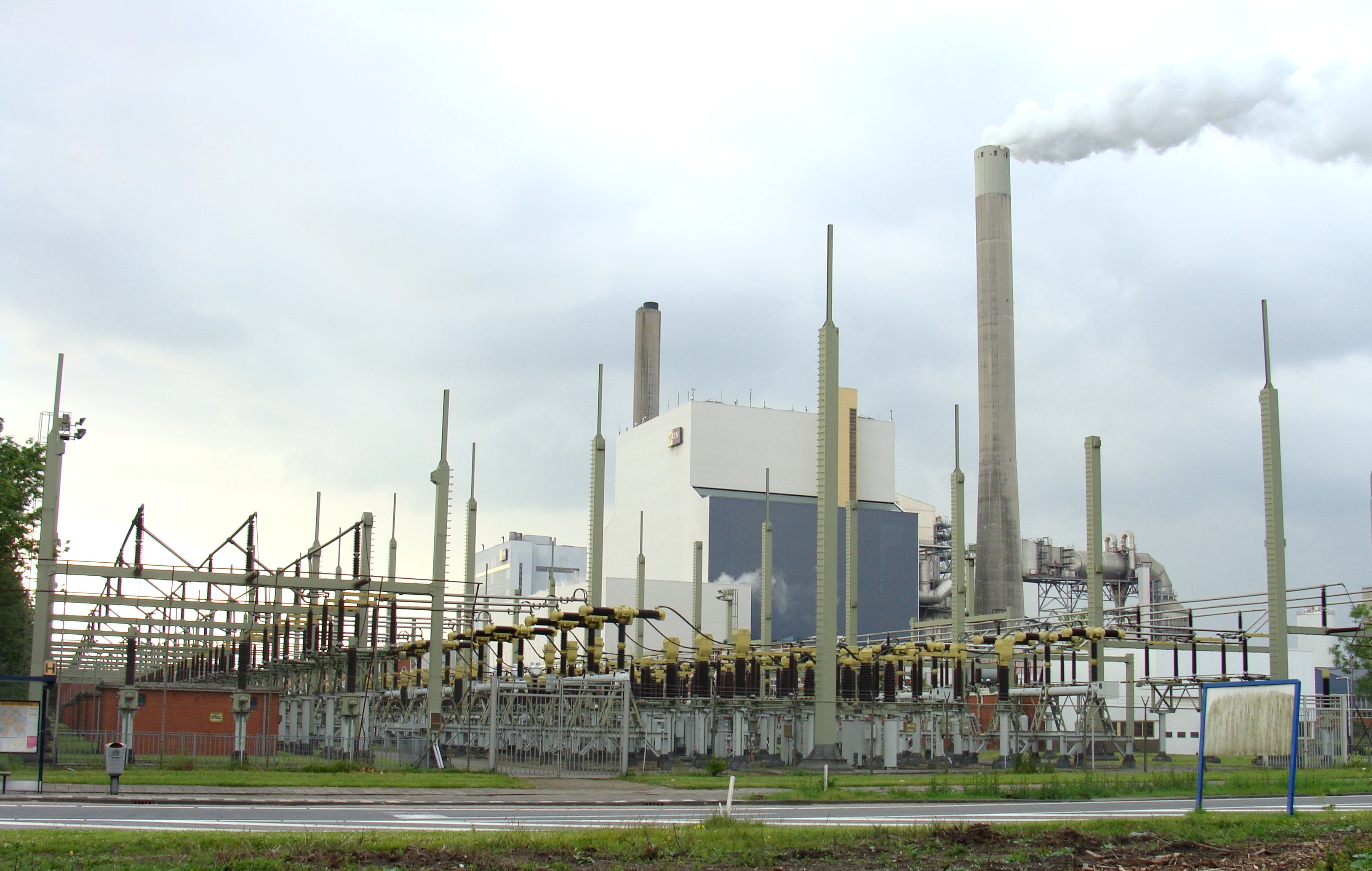
De elektriciteitscentrale Centrale Hemweg
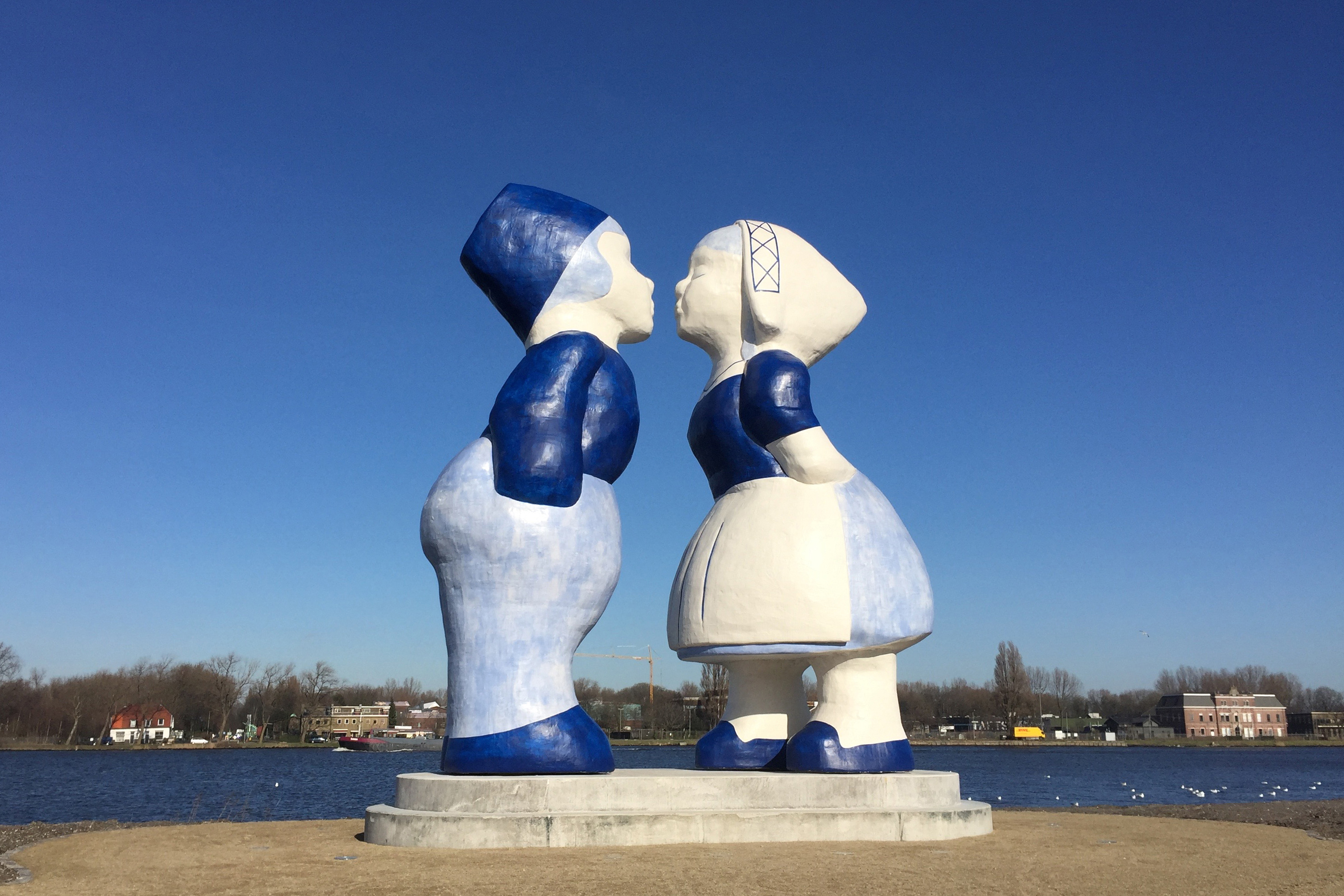
Kissing Couple XXXL / Kussend paar